# Ritsuko Nagao
Ritsuko Nagao, född 1933, var en japansk politiker. 
Hon var utbildningsminister januari–november 1996. 